# Зіблінген
Зіблінген (нім. Siblingen) — громада  в Швейцарії в кантоні Шаффгаузен, округ Шляйтгайм.

## Географія
Громада розташована на відстані близько 120 км на північний схід від Берна, 9 км на захід від Шаффгаузена.
Зіблінген має площу 9,4 км², з яких на 6,5% дозволяється будівництво (житлове та будівництво доріг), 44,3% використовуються в сільськогосподарських цілях, 48,6% зайнято лісами, 0,6% не є продуктивними (річки, льодовики або гори).

## Демографія
2019 року в громаді мешкало 880 осіб (+16,1% порівняно з 2010 роком), іноземців було 13,3%. Густота населення становила 93 осіб/км².
За віковим діапазоном населення розподілялося таким чином: 18,2% — особи молодші 20 років, 60,3% — особи у віці 20—64 років, 21,5% — особи у віці 65 років та старші. Було 387 помешкань (у середньому 2,3 особи в помешканні).
Із загальної кількості 176 працюючих 50 було зайнятих в первинному секторі, 36 — в обробній промисловості, 90 — в галузі послуг.